# Funicolare Centrale
La funicolare Centrale è un impianto di trasporto pubblico della città di Napoli, che collega piazza Ferdinando Fuga, nel centro del Vomero, nelle vicinanze della stazione Vanvitelli della linea 1, con piazzetta Duca d'Aosta (nei pressi della galleria Umberto I e di piazza del Plebiscito). Il suo nome deriva dalla posizione centrale rispetto alle funicolari di Montesanto e di Chiaia.

## Storia
Progettata nel 1923 da Giovan Battista Comencini e Nicola Daspuro, fu approvata dal comune di Napoli nel 1924 e aperta nel 1928. La funicolare ha sempre funzionato con alimentazione elettrica.
Le stazioni, da piazza Fuga a piazzetta Duca d'Aosta, furono costruite su progetto dell'architetto Arnaldo Foschini, dall'ingegnere Pier Luigi Nervi coadiuvati dall'ingegnere Gioacchino Luigi Mellucci. I direttori dei lavori dello scavo delle gallerie, larghe 5 metri, furono gli ingegneri Teodoro Brancaccio, Vincenzo Leosini e Gioacchino Luigi Mellucci.
La realizzazione delle stazioni e della via di corsa fu affidata alla SAFUCE, i sistemi di controllo, di trazione e di guida furono affidati alla Ceretti & Tanfani, mentre della realizzazione delle vetture si occupò la O.F.M.. Il gestore dell'impianto fu la SAFUCE.
L'impianto di trazione originario, in funzione fino al 1989, era costituito da due gruppi della Ward Leonard con batteria ricaricabile a dinamo, a repulsione, collegati a dei motori da 300 cavalli vapore della Marelli. L'impianto era altresì dotato di una batteria tampone che, in caso di mancanza di energia elettrica, assicurava il regolare esercizio dell'impianto per almeno un'ora.
Nel 1976 la gestione dell'impianto passa all'ATAN, che nel 1989 inizia i lavori di rifacimento dell'intero impianto, che saranno nuovamente affidati alla “Ceretti & Tanfani”, che affidò a sua volta i lavori ad un consorzio di imprese, composto da Fondedile, Raiola, Del Vecchio, Icla). Le nuove vetture furono realizzate dalla CWA per la carrozzeria, le apparecchiature di bordo furono realizzate dalla BMB e la Holzl si occupò di trasmissioni e sicurezze. I lavori durarono fino al 27 ottobre 1991, giorno in cui l'impianto venne riaperto al pubblico.
Il 31 luglio 1994 l'impianto venne chiuso nuovamente per un ammodernamento tecnico che fu affidato alla Leitner.
In caso di mancanza delle rete elettrica, l'accumulatore assicura l'esercizio per almeno un'ora, ad una velocità di 3 m/s (contro i regolari 11,35 m/s). Nel periodo dei lavori l'ATAN si trasformò in ANM. Ciò non comportò alcun rallentamento alle opere di ammodernamento, che continuarono fino al 25 aprile 1996, giorno dell'inaugurazione del nuovo impianto.
Il 1º febbraio 2001 la gestione della funicolare passò a Metronapoli SpA, per poi ritornare all'ANM nel 2013.
Dal 1º agosto 2016 al 22 luglio 2017, la funicolare è stata chiusa per permettere i lavori di revisione ventennale. I lavori furono affidati nuovamente alla Leitner. La revisione ha riguardato la sostituzione totale delle apparecchiature di trazione (motori, argano, batterie, ecc.) e di tutte le apparecchiature elettromeccaniche asservite, tecnicamente più avanzate. Le due vetture sono state oggetto di restyling, sia per quanto riguarda l'estetica (con l'adozione dei colori aziendali blu, giallo e bianco già adottati per gli altri tre impianti a fune) sia per quanto riguarda l'interno con la sostituzione dei banchi di manovra a bordo, il sistema di apertura/chiusura porte (non più ad aria compressa), le rifiniture e l'adozione di sistemi di illuminazione a led. Anche la parte edilizia è stata oggetto di revisione: oltre al ripristino delle opere murarie, sono stati ampliati sia la videosorveglianza sia l'impianto di diffusione sonora (su tutta la linea e non più nelle sole stazioni), oltre all'installazione di monitor informativi in tutte le stazioni.

## Descrizione
L'impianto è dotato di vetture climatizzate, con impianto stereofonico e avvisatore apertura e chiusura porta.
L'orario di esercizio dell'impianto, modificato il 15 settembre 2023, è da lunedì a domenica con prima corsa alle ore 7:00 ed ultima corsa il venerdì e sabato alle ore 02:00, domenica mercoledì e giovedì alle ore 00:30 e lunedì e martedì alle ore 22:30.
L'impianto, assieme alla funicolare di Mergellina, ha conservato le corse "dirette" e "miste". Le corse dirette, a differenza di quelle miste, non si fermano alle stazioni intermedie di Petraio e Corso Vittorio Emanuele, ma collegano solo i capolinea di piazza Fuga e Augusteo. Le corse dirette avvengono ogni 30 minuti circa.
La frequenza delle corse avviene, in media, ogni 10 minuti. Il tempo di percorrenza è 4 minuti e 20 secondi per le corse dirette e 6 minuti e 30 secondi per le corse miste.
Due treni, composti da tre vagoni cadauno, si alternano nei due sensi di marcia, scambiandosi nel tratto a doppio binario compreso tra le stazioni del Petraio e del corso Vittorio Emanuele. Le ruote delle due funicolari hanno forma diversa tra loro. In questo modo, ogni funicolare percorre sempre lo stesso binario, evitando così incidenti. 
Due motori accoppiati, da 300 kW-540 V ognuno, azionano l'attuale impianto, che è fornito di una batteria tampone da 2200 Ah – 540 V. L'impianto ha un'ottima efficienza energetica, in quanto la funicolare in discesa fornisce parte dell'energia per far salire la funicolare che percorre l'altro senso di marcia.
Come tutte le funicolari napoletane, gli orologi della funicolare Centrale sono prodotti dall'orologeria Brinkmann di Napoli.
La stazione a monte di piazza Fuga è collegata, tramite una galleria sotterranea dotata di marciapiedi mobili, alla stazione Vanvitelli della linea 1 della metropolitana ed alla funicolare di Chiaia.
Per l'abbattimento delle barriere architettoniche, ogni stazione è dotata di un tornello per passeggini e sedie a rotelle e di ascensore, il quale corrisponde sempre alla porta terminale del treno. Il tratto di collegamento tra ascensore e porta terminale non ha alcun dislivello.

## Percorso
| Unknown route-map component "tKBHFa" |

| Unknown route-map component "tSTRea" |

| Unknown route-map component "tBHF" |

| Unknown route-map component "tSPLa" |

| Unknown route-map component "tSPLe" |

| Unknown route-map component "tBHF" |

| Unknown route-map component "tKBHFe" |

## Traffico
Nel 2023 la funicolare Centrale ha trasportato 7.180.000 passeggeri.

## Altre immagini

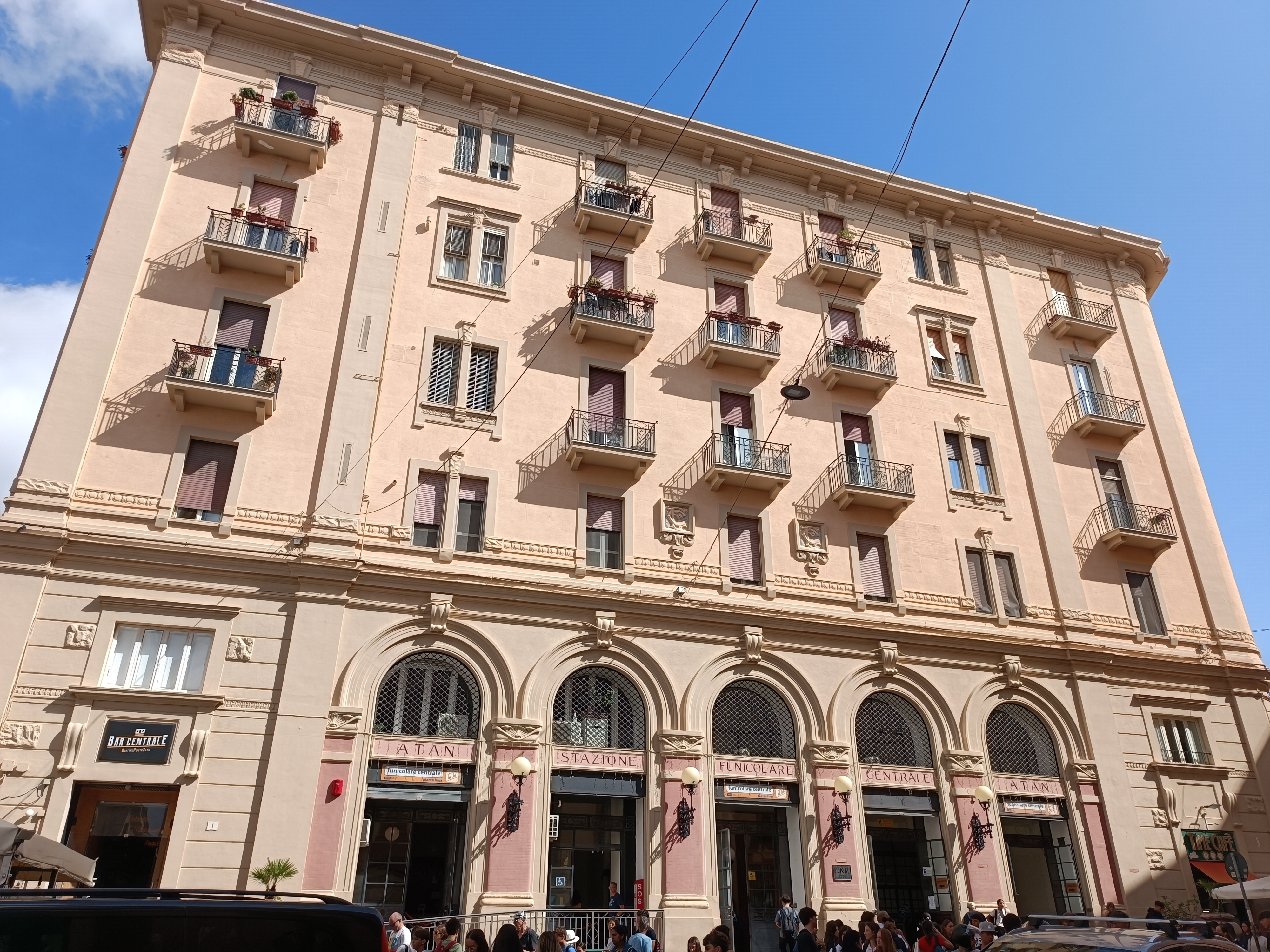
Stazione superiore della funicolare Centrale, in piazza Fuga
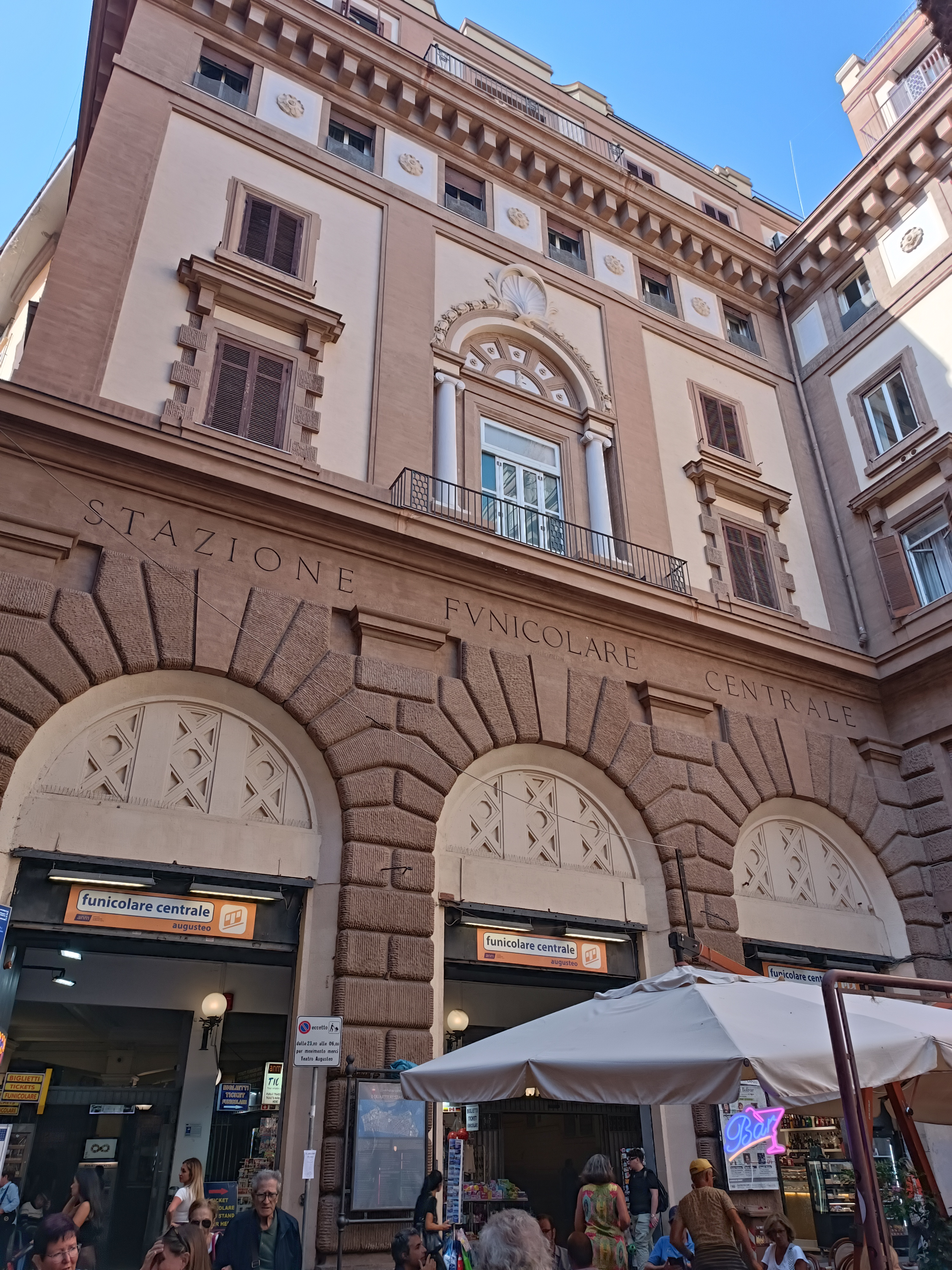
Stazione inferiore della funicolare Centrale, in piazzetta Duca d'Aosta
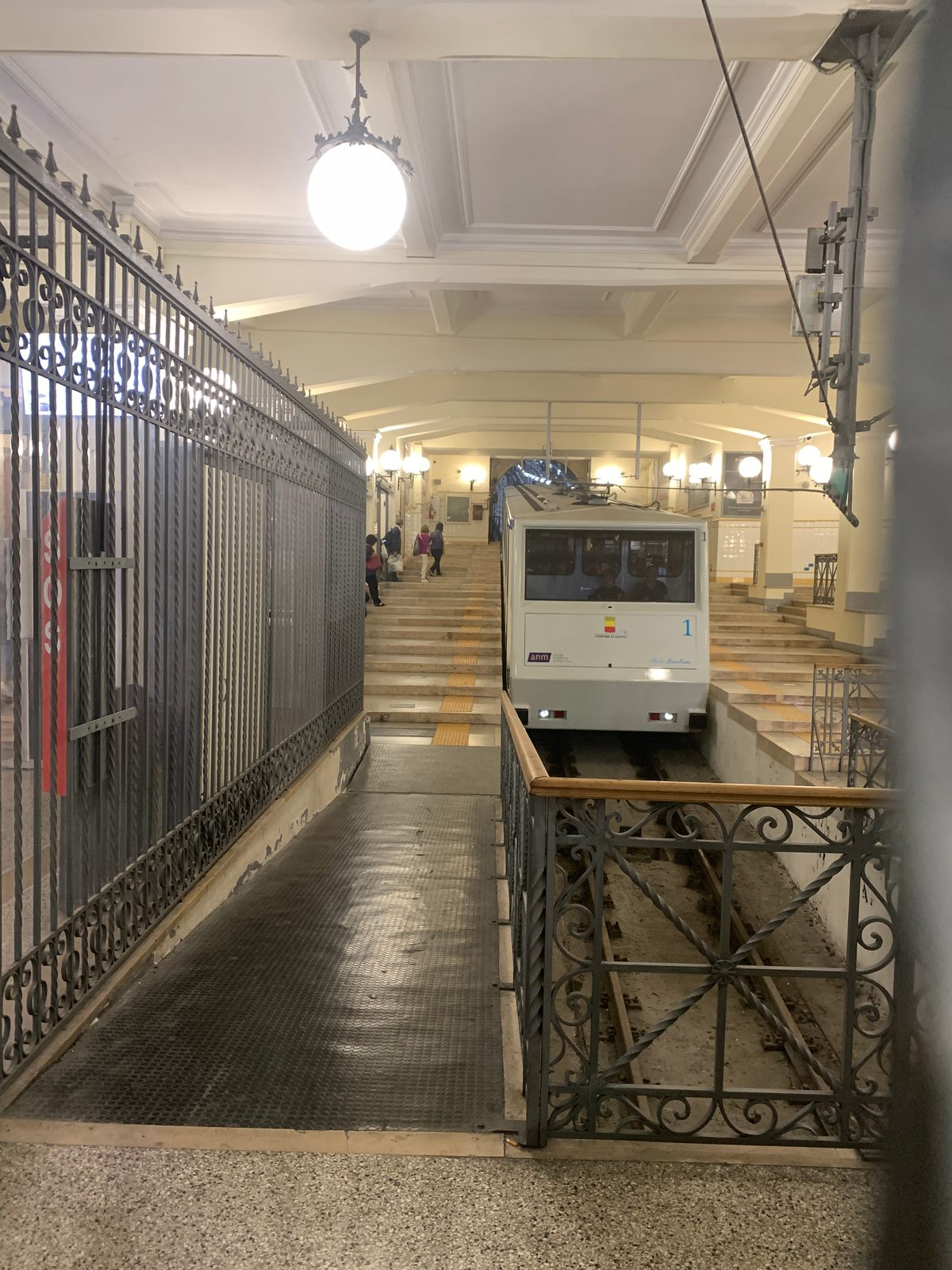
Stazione di Augusteo con vettura in arrivo